# Slaget ved Ayacucho
Slaget ved Ayacucho (spansk: La batalla de Ayacucho) var et afgørende slag under den peruanske uafhængighedskrig som en del af den Spansk-amerikanske frihedskrig, og fandt sted nær småbyen Quinua i Perús højland, 37 km fra byen Ayacucho, (Ayacuchu eller Ayakuchu på quechua, nu også Wamanqua). Dette var slaget, som ikke blot afgjorde Perus selvstændighed, men som i vid udstrækning sikrede selvstændighed for hele spansk Sydamerika, og var dermed det sidste store slag under de sydamerikanske selvstændighedskrige. 

## Baggrund
Perú havde kæmpet for sin selvstændighed fra Spanien lige siden 1811, men royalisterne stod stærkt i dette vicekongedømme. Det kan delvis forklares ved frygten for indianeroprør, som det store oprør mellem 1780 og 1783. Royalisterne i Perú havde allerede slået et kreolsk oprør ned i 1812 og oprør støttet af argentinske uafhængighedskæmpere i 1814 og 1816 i Cusco.
I 1820 sejlede den argentinske libertador José de San Martín til Peru for at befri landet efter at have besejret royalisterne i Chile i slaget ved Maipú i 1818, og han sikrede således også uafhængigheden for sit hjemland Argentina. Den 28. juli 1821 erklærede San Martín Perús uafhængighed i Lima, men så sent som i 1824 havde royalisterne kontrol over størstedelen af Sydperu og også Real Felipe-fæstningen i Callao, mens de ellers i stor grad var besejret på resten af det amerikanske fastland.
Frem til 1822 havde general Simón Bolívar hjulpet af blandt andet Antonio José de Sucre sikret uafhængigheden i de nordlige dele af Sydamerika, senere Colombia, Venezuela og Ecuador. Den 26. juli 1822 mødte han San Martín i Guayaquil i et meget omdiskuteret møde, som endte med, at Bolívar påtog sig opgaven at fuldføre befrielsen af Perú og overtog kommandoen over de chilenske, peruanske og argentinske selvstændighedsstyrker, og i 1824 startede han et felttog for at endelig besejre royalisterne i landet. Før slaget ved Ayacucho havde Bolívar besejret de Canteracs royalistiske kavaleri i slaget ved Junín i Perus højland, hvilket var en vigtig moralsk sejr for uafhængighedsforkæmperne. Den 3. december var også Sucre blevet besejret af royalisterne i slaget ved Corpahuaico.

## Slaget

### Hærene
La Sernas royalisthær bestod for det meste af lokale royalister og quechua-indianere. Blot lidt over 500 var europæiske spanjolere. Valentín Ferraz kommanderede hærens kavaleri, mens José de Canterac var næstkommanderende og stabschef. Videre var hæren inddelt i en fortropsdivision under Jerónimo Valdés på 2.006 mand, første division under Juan Antonio Monet på 2.000 mand, anden division under Alejandro González på 1.700 mand og reservedivisionen under José Carratalá på 1.200 mand. Royalisterne havde dermed omtrent 6.900 soldater i slaget, mens de skal have haft 9.310 soldater, da de krydsede Apurímac.
Den anden side udgjorde en forenet selvstændighedshær, el Ejército Unido Libertador del Perú, Perús forenede befrielseshær, ledet af Antonio José de Sucre, Simón Bolívars general. Bolívar selv var draget til Lima og havde overdraget kommandoen over hæren til Sucre i dette slag. La Serna hævdede, at Sucre startede Ayacucho-felttoget med 13.000 soldater, og skal videre have haft 8.500 mand, da de krydsede Apurímac. Hæren bestod for det meste af stor-colombianske og peruanske soldater. Argentina bidrog med et rytteriregiment fra Buenos Aires. Nogen chilenske soldater skal have kæmpet blandt det stor-colombianske kavaleri, og nogen britiske frivillige skal også have taget del i slaget, som patrioternes kavaleriofficer, centerdivisionskommandanten, William (Guillermo) Miller, som før havde kæmpet for Argentinas og Chiles selvstændighed under José de San Martín. Briterne havde ingen betydelige styrker og tog kun ringe del i slaget. Peruanske Agustín Gamarra tjente som Sucres stabschef. Videre var hæren inddelt i første division under colombianeren José María Córdoba på 2.300 colombianske og venezuelanske soldater, anden division med peruanske soldater under José de La Mar på 1.580 mand og reserven under venezuelaneren Jacinto Lara på 1.700 mand. Hæren, som kæmpede i slaget, bestod dermed af 5.780 soldater.

### Slagets gang
Den 9. december 1824 fandt slaget ved Ayacucho, eller slaget ved La Quinua, sted ved Pampa de La Quinua, nær Ayacucho, mellem royalisthæren ledet af den peruanske vicekonge José de la Serna e Hinojosa og patriothæren ledet af Antonio José de Sucre. Før slaget begyndte, talte Sucre til sine soldater:
"¡Soldados!, de los esfuerzos de hoy depende la suerte de América del Sur; otro día de gloria va a coronar vuestra admirable constancia. ¡Soldados!: ¡Viva el Libertador! ¡Viva Bolívar, Salvador del Perú!."
("Soldater, Sydamerikas skæbne afhænger af dagens indsats; en anden ærerig dag vil krone deres udholdenhed. Soldater: Længe leve Befrieren! Længe leve Bolívar, Perús frelser!")
Royalisterne mistede mellem 2.000 og 2.500 døde og sårede og over 3.000 fanger, mens resten af hæren blev spredt. Patrioterne mistede 979 mand, 370 døde og 609 sårede. Vicekonge la Serna blev skadet og fanget under slaget, og royalisternes stabschef og næstkommanderende, José de Canterac undertegnede den endelige overgivelse på vegne af royalisthæren. La Serna blev kort tid senere frigivet, og sejlede der efter til Europa. 

## Ayacuchos betydning
Dette slag var det sidste i en række slag vundet af patrioterne det år, eksempelvis Bolívars sejr ved Junín, og sikrede selvstændigheden for Peru og Bolivia (det tidligere Øvre Peru, nu opkaldt efter el Libertador), som Sucre oprettede kort tid senere, opkaldt efter Bolívar. Slaget regnes ofte som afslutningen på de hispanoamerikanske uafhængighedskrige, efter som spanjolerne dermed i stor udstrækning var fordrevne fra Sydamerika, selv om de også senere gjorde nogen forsøg på at generobre tapte kolonier, som slaget ved Callao i 1866. De spanske kolonier på det amerikanske fastland havde nu fordelt sig på syv uafhængige stater. Først den 14. august 1879 anerkendte Spanien Perú som et uafhængigt land. 
Kommandanten for uafhængighedsforkæmpernes hær, general Antonio José de Sucre blev udnævnt af Simón Bolívar til stormarskalk af Ayacucho, praktisk talt den højest mulige udmærkelse, han kunne få. Sucre var da 29 år gammel. Han blev et år senere valgt til Bolivias præsident, men brød sig ikke om denne stilling og trak sig tilbage i 1828. I 1830 blev han myrdet i det sydlige Colombia på vej mod Quito. 
Hvert år fejrer den peruanske hær sejren ved Ayacucho. 

### Navnet "Ayacucho"
Fra 17. maj 1544 til 15. februar 1825  var byen Ayacucho kendt som La Muy Noble y Leal Ciudad de Huamanga ("den nobleste og mest loyale by i (provinsen) Huamanga"). Tidligere, fra den moderne bys grundlæggelse den 25. april 1549 hed den San Juan de la Frontera de Huamanga. Den 15. februar 1825 beordrede Bolívar, at byens navn skulle ændres til det originale navn Ayacucho, som skal være kommet af slaget. De nye bosættere skal have kaldt stedet Ayakuchu, omtrent Dødens hjørne på quechua efter at have set alle de faldne. La Paz i Bolivia skiftede også navn til La Paz de Ayacucho efter dette slaget. Ayacucho kan også betyde Lilla sjæl, som kan have været den oprindelige betydning.

## Ayacucho-deklarationen
Ved Ayacuchos 150-årsjubilæum, den 9. december 1974, undertegnede repræsentanter fra otte latinamerikanske nationer, Argentina, Bolivia, Chile, Colombia, Ecuador, Panamá, Peru og Venezuela, Ayacucho-deklarationen om at begrænse udbredelsen af våben. 